# Är det sant att Jesus är min broder
Är det sant att Jesus är min broder är en psalm med text av Lina Sandell från 1863, bearbetad av henne 1882. Psalmen beskriver tryggheten med att ha Jesus som sin broder, det ger rätt till samma arv som han och är den verkliga skatten.
Musik är av Oscar Ahnfelt 1863. 

## Publicerad i
- Sionstoner 1889 som nr 171.
- Svensk söndagsskolsångbok 1908 som nr 72.
- Svenska Missionsförbundets sångbok 1920 som nr 254 under rubriken "Trosvisshet".
- Fridstoner 1926 som nr 40 under rubriken "Böne- och lovsånger".
- Frälsningsarméns sångbok 1929 som nr 370 under rubriken "Jubel, erfarenhet och vittnesbörd".
- Musik till Frälsningsarméns sångbok 1930 som nr 370
- Sionstoner 1935 som nr 377 under rubriken "Nådens ordning: Trosliv och helgelse".
- Guds lov 1935 som nr 301 under rubriken "Erfarenheter på trons väg".
- Sions Sånger 1951 nr 207.
- Förbundstoner 1957 som nr 75 under rubriken "Guds uppenbarelse i Kristus: Jesu person och verk".
- Frälsningsarméns sångbok 1968 som nr 356 under rubriken "Det Kristna Livet - Jubel och tacksägelse".
- Sions Sånger 1981 som nr 120 under rubriken "Guds nåd i Kristus".
- Cecilia 1986, Den svenska psalmboken 1986, Frälsningsarméns sångbok 1990, Psalmer och Sånger 1987, Segertoner 1988 som nr 250 under rubriken "Förtröstan - trygghet".
- Lova Herren 1988 som nr 424 under rubriken "Guds barns trygghet och frid".
- Sångboken 1998 som nr 148.
- Lova Herren 2020 som nr 43 under rubriken "Guds Son, Jesus vår Frälsare".